# Clostera canescens
Clostera canescens är en fjärilsart som beskrevs av Ludwig Carl Friedrich Graeser 1892. Clostera canescens ingår i släktet Clostera och familjen tandspinnare. Inga underarter finns listade i Catalogue of Life.